# Effektive Schornsteinhöhe
Die effektive Schornsteinhöhe (englisch effective plume height; auch: effektive Emissionshöhe, effektive Quellhöhe) gibt an, bis zu welcher Höhe Abgase aufsteigen, bevor sie sich annähernd horizontal ausbreiten.
Dieser Wert wird zur Berechnung von Abluftfahnen in Ausbreitungsmodellen benötigt.

## Berechnung
Die effektive Schornsteinhöhe setzt sich dabei aus zwei Komponenten zusammen:
Schornsteinbauhöhe h
Entspricht der physikalischen Höhe des Schornsteins, also der vertikalen Entfernung vom Boden bis zur Höhe der Schornsteinöffnung.
Schornsteinüberhöhung (auch „Abgasfahnenüberhöhung“) {\displaystyle \Delta }H
Diese Größe berücksichtigt, dass über dem Schornstein die Abgase noch weiter aufsteigen. {\displaystyle \Delta }H lässt sich nach verschiedenen theoretischen und empirischen Überhöhungsformeln aus dem Austrittsimpuls der Kaminluft und der Wärmeemission berechnen.
Die effektive Schornsteinhöhe ist also sowohl von der Austrittstemperatur des Abgases als auch von der Austrittsgeschwindigkeit, dem Wasserdampfgehalt und der Menge des Abgases abhängig, wird aber auch von der Atmosphäre (Wind, Temperaturschichtung) beeinflusst.
Bei niedriger Austrittsgeschwindigkeit der Abgase, niedriger Abgastemperatur und Wind kann sich die effektive Schornsteinhöhe reduzieren, wenn auf der Leeseite des Schornsteins oder eines anderen Strömungshindernisses die Luft nach unten strömt. Dieser Effekt wird auch als Downwash (engl. für Abwind, bei „dünnen“ Hindernissen wie Schornsteinen) bzw. Downdraught (ebenfalls Abwind, bei größeren Hindernissen) bezeichnet.

## Bedeutung
Mit zunehmender effektiver Schornsteinhöhe werden Abgase und Schadstoffe aus Industrieanlagen über immer größere Distanzen verteilt und dabei stärker verdünnt (siehe auch Politik der hohen Schornsteine).